# Lezina peyerimhoffi
Lezina peyerimhoffi är en insektsart som först beskrevs av Lucien Chopard 1929.  Lezina peyerimhoffi ingår i släktet Lezina och familjen Gryllacrididae. Inga underarter finns listade i Catalogue of Life.